# Bellhouse Park
Bellhouse Park är en park i Kanada.   Den ligger i provinsen British Columbia, i den södra delen av landet, 3 600 km väster om huvudstaden Ottawa. Bellhouse Park ligger 1 meter över havet. Den ligger på ön Galiano Island.
Terrängen runt Bellhouse Park är platt åt sydost, men åt nordväst är den kuperad. Havet är nära Bellhouse Park åt nordost. Trakten är glest befolkad. Närmaste större samhälle är Montague Harbour, 6,3 km väster om Bellhouse Park. 